# Ben M'sick (prefectura)
Ben M'sick (en àrab ابن امسيك, Ibn Imsīk; en amazic ⴱⴰⵏ ⵎⵙⵉⴽ) és un districte de la ciutat de Casablanca, dins la prefectura de Casablanca, a la regió de Casablanca-Settat, al Marroc. Segons el cens de 2014 tenia una població total de 248.138 persones. Comprèn els barris (arrondissements) de Ben M'sick i Sbata.